# Stele di Bongseon Honggyeongsa

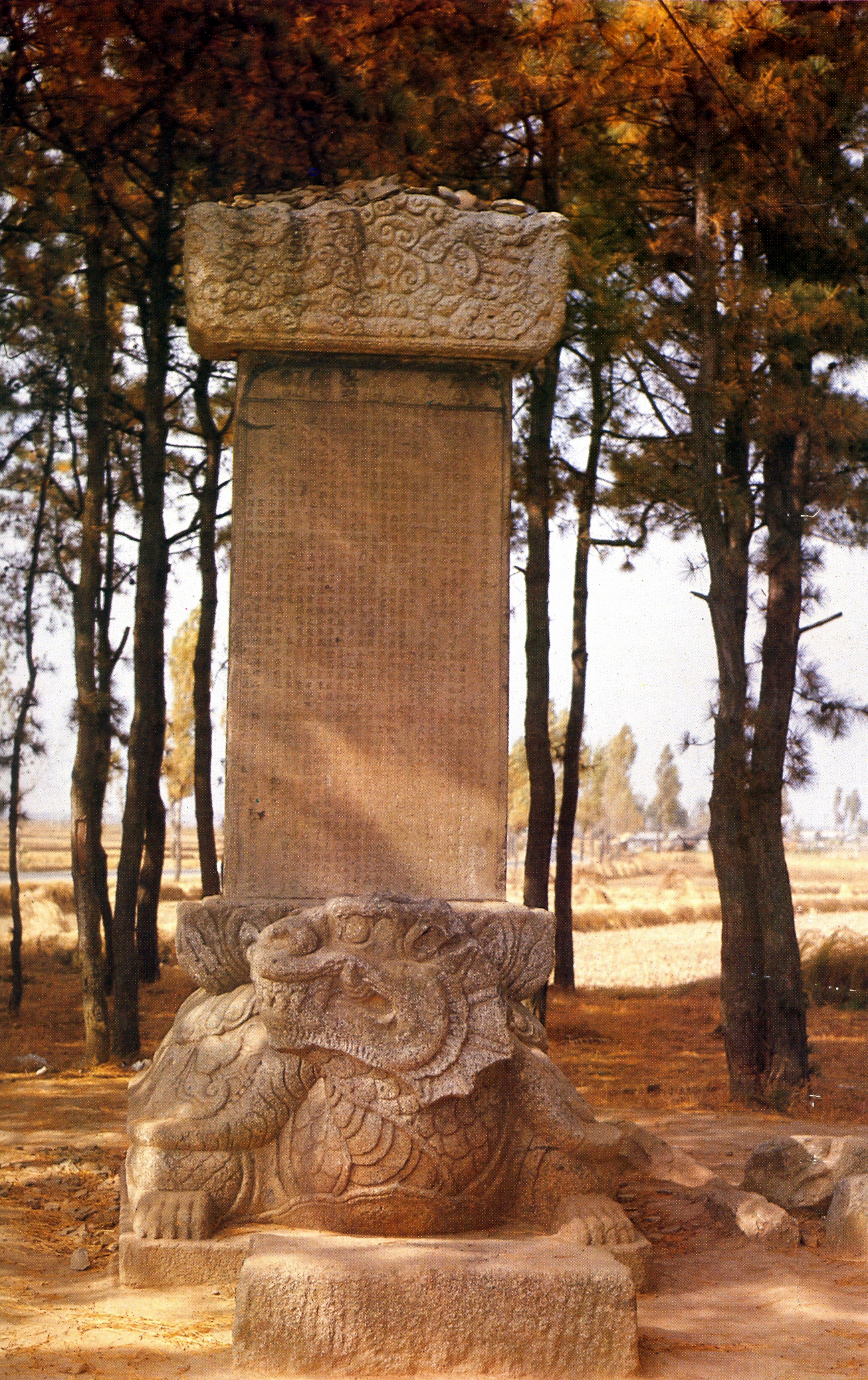
Vista frontale della stele

La stele di Bongseon Honggyeongsa venne scolpita nel 1021 per la commemorazione della costruzione del tempio omonimo di Bongseon Honggyeongsa, concluso cinque anni prima. Il tempio venne eretto da re Hyeonjong di Goryeo secondo il volere del padre, da cui il nome "Bongseon" appunto "in venerazione dei desideri del padre". La stele rappresenta l'ultima vestigia del tempio di Bongseon Honggyeongsa e per questo inserita nell'elenco del tesoro nazionale coreano.
L'iscrizione sulla stele venne affidata a Choi Chung, conosciuto anche con il nome di Haedonggongja, uno dei più importanti studiosi e scrittori del conficianesimo durante la dinastia Goryeo, mentre la calligrafia, in semi corsivo, venne affidata a Baek Hyeonrye. L'iscrizione descrive la fondazione e la costruzione del tempio.
La pietra con cui è stata ricavata la stele poggia su un basamento a forma di tartaruga con la testa di drago. Questa è girata di lato, e non di fronte, come vuole la tradizione scultorea dell'Asia orientale. Sulla cima della stele è stata posta una pietra su cui è stato scolpito un drago tra le nuvole.
Oggi la stele si trova a Seonghwan-eup, nella città di Cheonan.